# 孙季鲁旧居
孙季鲁旧居是原天津裕蓟盐务公司经理孙季鲁在天津的旧居，该建筑坐落于当时的天津英租界都柏林道（Dublin Road）（今和平区郑州道20号），建于1939年。目前为一般保护等级历史风貌建筑和天津市文物保护单位,并作为天津五大道近代建筑群的重要组成部分，被中华人民共和国国务院批准为全国重点文物保护单位。该建筑曾一度作为天津市和平区人大办公楼、新华有限责任会计师事务所。

## 建筑风格

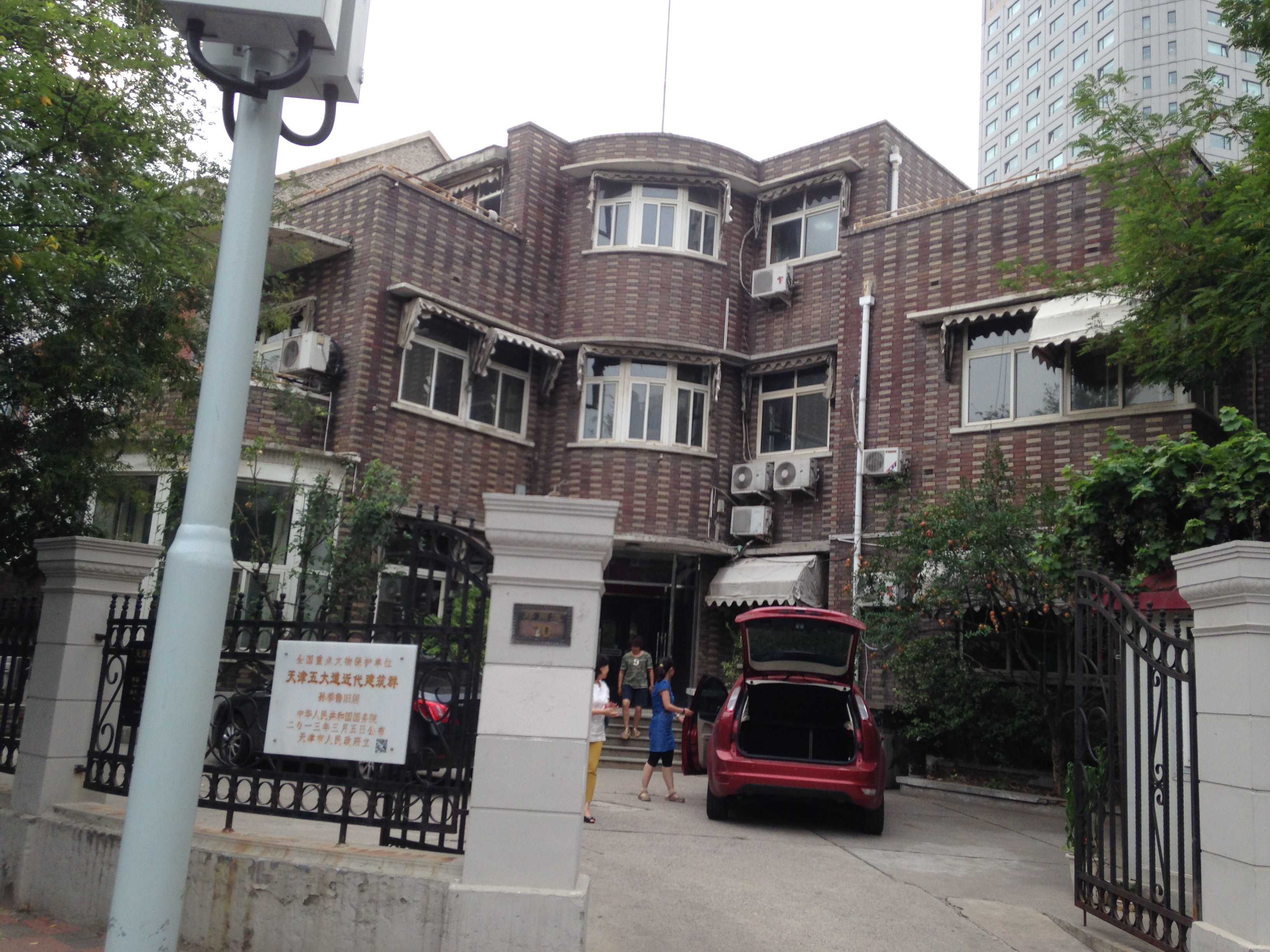

孙季鲁旧居始建于中华民国时期，由雍惠民设计并监造。位于原天津英租界都柏林道（Dublin Road），该建筑目前东沿澳门路，南临郑州道，西抵新华路，北临洛阳道，建筑面积为210平方米，平面呈英文字母“T”型布局，为三层砖混结构楼房，建筑的夹角部为弧形平顶三层塔楼。